# Waterkwaliteit
Waterkwaliteit is het geheel van kwaliteiten van water en de beoordeling daarvan als de deugdelijkheid van het oppervlaktewater en grondwater voor verschillende vormen van gebruik, zoals drinkwater, zwemwater, water voor irrigatie of voor natuurgebieden. De waterkwaliteit verschilt op verschillende plekken, tijdstippen en dieptes en wordt beïnvloed door natuurlijke processen en door watervervuiling door de mens en kan vanuit verschillende invalshoeken beschouwd worden. 
Om de soms slechte kwaliteit van rivier- en ander oppervlaktewater onder de aandacht te brengen wordt jaarlijks in verschillende landen een ludieke Big Jump georganiseerd, waarbij men het oppervlaktewater induikt.
Het RIVM kwam in 2016 met een rapport: Geneesmiddelen en waterkwaliteit.

## Chemische waterkwaliteit
Chemische waterkwaliteit betreft de stoffen in het water, onder andere het zout-, het kalk- en het zuurstofgehalte. Emissies uit de industrie en landbouw en afspoeling van wegen (pekel, fijnstof) en gebouwen (zink, koper, zware metalen) beïnvloeden de chemische waterkwaliteit. 
In het Europese milieubeleid is er voor vele tientallen stoffen een maximaal toelaatbare norm (MAC-waarde) en een streefwaarde voor de stof vastgesteld, krachtens de Kaderrichtlijn Water. Deze richtlijn spreekt zich overigens ook uit over waterbeheer en ecologie.

## Ecologische waterkwaliteit
De tweede invalshoek is de ecologische waterkwaliteit. Verschillende planten en dieren gedijen bij verschillende waterkwaliteit, die daarmee voor een belangrijk deel bepaalt hoe een biotoop eruitziet. Dit geldt voor land- en voor waterleven. Van nature is het belangrijkste onderscheid in ecologische waterkwaliteit het zoutgehalte: een zoetwaterplant zal niet in een zout of brak milieu worden aangetroffen. De hydrobiologische waterkwaliteit wordt vooral beoordeeld op grond van de saprobie (de hoeveelheid afbreekbaar organische stof of 'organische verontreiniging') en de trofiegraad (de voedselrijkdom, de hoeveelheid voedingszouten). Ook subtiele verschillen in zoet water zijn bepalend voor biotopen. Het kalkgehalte, het zuurstofgehalte en de doorzicht of helderheid van het water zijn de belangrijkste andere natuurlijke factoren. 
Hoe het bovenstaande in de landnatuur kan doorwerken wordt geïllustreerd door de maretak die in Nederland bijna alleen wordt aangetroffen in Zuid-Limburg. De beste verklaring voor dit verschijnsel is dat het water daar veel kalkrijker is dan in de rest van Nederland.
Het behoud en herstel van kalkrijke milieus heeft veel aandacht in het Nederlandse natuur- en landschapsbeheer. Kalkrijk water is meestal afkomstig uit kwel van grondwater dat opwelt uit soms grote diepten en dat in het oppervlaktewater of in de wortelzone van planten terechtkomt. Door sterke ontwatering van gebieden met kwel wordt dit water afgevoerd via de sloten. De planten worden vervolgens alleen nog door regenwater gevoed. Dit regenwater is vaak veel zuurder van samenstelling. Hierdoor komt een proces van verdringing op gang. Verruiging is het gevolg. Kalkminnende planten worden "eruit gedrukt" door algemene soorten, die vaak sneller groeien en zich effectiever verspreiden onder de veranderde omstandigheden. Waar eerst gewone dotterbloem groeide of blauwgrasland was, staat dan ruigteplanten als brandnetel, braam en fluitenkruid. Dit is een van de gevolgen van het proces van verdroging van natuurgebieden. 
Verontreiniging met meststoffen is in Nederland de belangrijkste antropogene factor die van invloed is op de ecologische waterkwaliteit. Vermesting van het oppervlaktewater en van de bodem versterkt veelal de effecten van verdroging. De belangrijkste meststoffen zijn nitraat en fosfaat. Nitraat heeft de neiging om uit te spoelen naar het grondwater en zo op de lange duur de kwaliteit van kwelstromen te beïnvloeden. Fosfaat wordt in eerste instantie gebonden aan het bodemmateriaal. Maar als de bodem verzadigd raakt, gaat het fosfaat doorslaan naar het grond- en oppervlaktewater. Dit proces kan worden beïnvloed door maatregelen in het waterbeheer. Als de grondwaterstand verhoogd wordt, wordt het fosfaat opgelost en komt uiteindelijk in het oppervlaktewater terecht.

## Drinkwaterkwaliteit
Ten slotte kan waterkwaliteit beschouwd worden vanuit het gebruik door de mens. Het gaat dan om drinkwater, water voor de proces- en voedingsmiddelenindustrie, gietwater voor de glastuinbouw, irrigatiewater voor de landbouw en zwem- en recreatiewater. Ook hier zijn de verschillen vaak subtiel: drinkwater is veelal te zout om te gebruiken als gietwater in de glastuinbouw. Maar dit gietwater is weer niet geschikt als drinkwater.